# Gibbestola flavescens
Gibbestola flavescens là một loài bọ cánh cứng trong họ Cerambycidae.